# Mercury Villager
Mercury Villager — минивэн, который выпускался компанией Mercury с 1992 по 2002 год. Являлся совместной разработкой Ford и Nissan. В иерархии занимал промежуток между Ford Aerostar и Ford Windstar.
Всего было выпущено два поколения. Villager был последним автомобилем Mercury с собственной радиаторной решёткой.
Автомобиль выпускался в Огайо наряду с Ford Econoline/Club Wagon.

## Первое поколение (1992—1998)
Впервые Mercury Villager был представлен в июле 1992 года на Чикагском автосалоне вместе с Nissan Quest. Модель выпущена на платформе Nissan Maxima 1989—1994 годов. Колёсная база составляет 112,2 дюйма, что на дюйм длиннее, чем у Chevrolet Astro.
Впереди установлена подвеска Макферсона, а сзади — листовые рессоры. Передние тормоза дисковые вентилируемые, а задние — барабанные. В стандартную комплектацию входила антиблокировочная система.
С 1993 года Mercury Villager выпускался в комплектациях GS и LS. Экстерьер включал в себя серые молдинги дверей и бамперов.
В 1996 году автомобиль прошёл рестайлинг. В стандартную комплектацию вошли подушки безопасности.

### Галерея
- 1993—1995 Mercury Villager
- 1993—1995 Villager GS
- 1993—1995 Villager LS
- 1994—1995 Mercury Villager Nautica
- 1996—1998 Villager GS
- 1996—1998 Villager LS

## Второе поколение (1999—2002)
В 1999 году компания Mercury представила второе поколение Villager. Как и в случае с Ford Windstar, была добавлена вторая сдвижная дверь. Антиблокировочная система устанавливалась опционально.
Колёсная база была на 5 дюймов длиннее, чем у предыдущего поколения. Дизайнер материнской компании Ford Морей Каллум отвечал за внешний вид. Вместо горизонтальной радиаторной решётки с хромированными кольцами устанавливалась решётка в виде водопада.
В 2000 году вместимость была увеличена до 8 человек. Опционально за 1295 долларов была внедрена информационно-развлекательная система для задних мест, включая откидной ЖК-экран, подключённый к видеомагнитофону или же к игровой консоли.
В 2001 году был проведён рестайлинг передней и задней части. Эмблема Mercury была расположена по центру и увеличена на радиаторной решётке и задней двери. Приборная панель была переработана.
Модель продавалась в комплектациях Villager, Villager Sport и Villager Estate.

### Галерея
- 1999—2000 Villager Sport
- 2001—2002 Villager (базовая комплектация)
- 2001—2002 Villager Estate
- Приборная панель

## Продажи
| Год  | Продажи в США |
| ---- | ------------- |
| 1999 | 45,315        |
| 2000 | 30,443        |
| 2001 | 22,046        |
| 2002 | 16,442        |

## Производство в Китае
С 1995 по 2001 год первое поколение Mercury Villager выпускалось в Китае из комплектов ЧКД. Компания Guangzhou Yunbao называла эту модель Yunbao YB6480, а Dongfeng Fengshen —  Fengshen EQ6482. В то время как кузова выпускались в США, двигатели выпускались в Китае. Подразделение Guangdong Bus Works выпускало модель GDK6480.
- Guangdong Bus Works GDK6480 (Mercury Villager)
- Guangdong Bus Works GDK6480 (Mercury Villager)
- Шильдик Guangdong Bus Works GDK6480 (ниже шильдика Mercury)

## Замена
В 2000 году компании Ford и Nissan решили прекратить совместное предприятие, поскольку обе компании приступили к разработкам новых поколений Ford Windstar и Nissan Quest. Последний Mercury Villager сошёл с конвейера 27 июня 2002 года.
После 2003 года третье поколение Quest разрабатывалось и выпускалось подразделением Nissan USA. На смену Mercury Villager пришёл Mercury Monterey, который являлся аналогом Freestar.